# Dissaporus juheli
Dissaporus juheli är en skalbaggsart som beskrevs av Karl Adlbauer 2006. Dissaporus juheli ingår i släktet Dissaporus och familjen långhorningar.
Artens utbredningsområde är:
- Malawi.
- Moçambique.

Inga underarter finns listade i Catalogue of Life.